# Гончар Гаврило Леонтійович
Гаврило Леонтійович Гончар (13 липня 1895 — †?) — підполковник Дієвої армії УНР.
Походив із Чернігівщини. Закінчив Чернігівське реальне училище, Віленське військове училище (1 січня 1916), служив прапорщиком у 184-му піхотному запасному полку. З 4 лютого 1916 р. — молодший офіцер 1-го лейб-гренадерського Катеринославського полку. З 20 липня 1917 р. — молодший офіцер 1-ї Гренадерської артилерійської бригади. Останнє звання у російській армії — штабс-капітан (18 вересня 1917).
У жовтні 1917 р. був одним із організаторів Українського куреня 1-ї Гренадерської дивізії, командир сотні. З 24 грудня 1917 р. — командир Українського куреня 1-ї Гренадерської дивізії на Західному фронті. Вивів курінь в Україну, очолював його у боях проти більшовиків під ст. Калинковичі.
З 10 березня 1918 р. — штаб-офіцер для доручень чернігівського губернського коменданта. З 1 травня 1918 р — борзненський повітовий комендант. З 22 грудня 1918 р — гомельський повітовий комендант.
З 20 березня 1919 р. — командир 13-ї батареї Січових стрільців Дієвої армії УНР. З 6 жовтня 1919 р. — значковий оперативного відділу штабу 2-ї дивізії «Запорізька Січ» Дієвої армії УНР. 6 грудня 1919 р. захворів на тиф. Був інтернований польською владою. З 18 серпня 1920 р. — старшина Охорони Головного Отамана С. Петлюри.
Подальша доля невідома.